# Гришин, Сергей Фёдорович
Сергей Фёдорович Гришин (22 декабря 1951, Горький) — советский футболист, нападающий, российский тренер. Мастер спорта СССР (1975).

## Биография
Начал играть в футбол в Горьком во дворе, затем — в Футбольной школе молодежи при стадионе «Локомотив», победитель «Кубка Надежд». В 1969—1970 годах провёл девять матчей, забил один гол за горьковскую «Волгу». Армейскую службу проходил в 1970—1972 годах в команде второй лиги СКА Хабаровск, после чего вернулся в «Волгу». В конце 1974 года был приглашён в московское «Торпедо», за которое дебютировал 22 апреля 1975 года в домашнем матче третьего тура чемпионата против «Карпат» (2:1). На 18-й минуте забил гол, сравняв счёт. Победитель осеннего чемпионата 1976 года. Всего за «Торпедо» в 1975—1979 годах сыграл в высшей лиге 81 игру, забил 24 гола. В 1980—1981 годах играл во второй лиге за ТОЗ Тула. Выступал в первенстве ГДР за «Мотор» Веймар (1982/83) и «Локомотив» Майнинген (1983—1987).
Затем несколько лет преподавал физкультуру. Работал главным тренером команды «Чертаново», тренером в «Асмарале» Москва. В 2003 году работал вторым тренером в нижегородском «Локомотиве».
Позже стал тренером-руководителем команды ветеранов «Торпедо», занимался организацией домашних этапов турнира «Негаснущие звезды».
Сын Сергей (род. 1973) также футболист.